# Johann Jakob Balmer
Johann Jakob Balmer (ur. 1 maja 1825 w Lozannie, zm. 12 marca 1898 w Bazylei) – szwajcarski matematyk i fizyk, zajmujący się głównie geometrią i spektroskopią. W 1884 roku podał wzór opisujący liniowe widmo wodoru. Prowadził prace z fizyki dotyczące serii widmowych atomu wodoru.